# 阿森松秧鸡

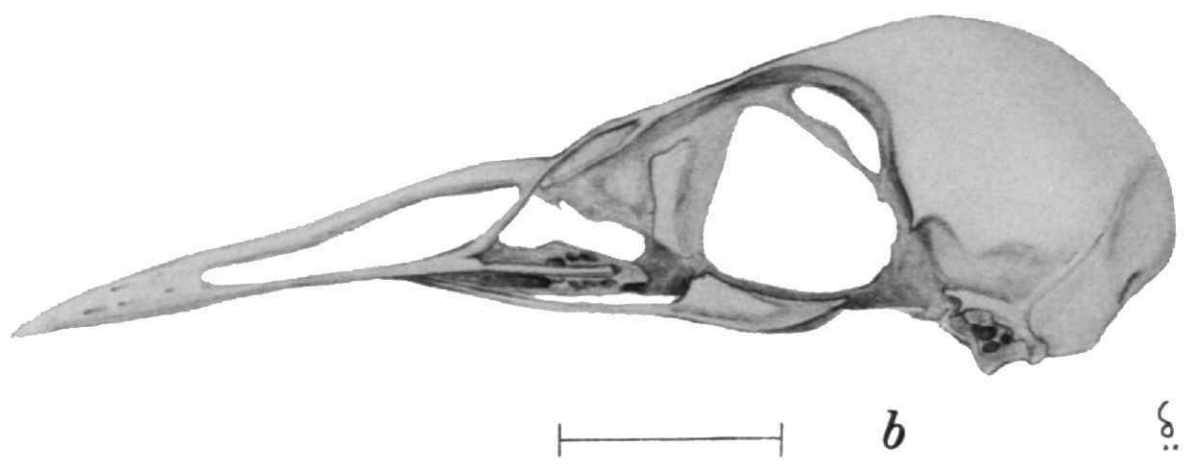
头骨绘图

阿森松秧鸡（学名：Mundia elpenor）是一种已灭绝的不飞鸟，以前生活在南大西洋的阿森松岛。与孤岛上的许多其他不飞鸟一样，属于秧鸡科。1994年，格鲁姆布里奇宣布其灭绝；国际鸟盟分别于2000年和2004年证实了这一消息。
阿森松秧鸡是阿森松岛的特有鸟。在垂直火山喷气孔底部的沉积物中发现了大量该种鸟类亚化石骨骼。而对其仅有的记录是17世纪商人和旅行家彼得·蒙迪在1656年6月访问阿森松岛时的描述和绘制的素描。蒙迪如此描述道：
一种奇怪的鸟，比要椋鸟要大得多：体色是灰色或缀有花斑，白色和黑色的羽毛交错，眼睛红如红宝石，翅膀严重发育不全，无法从地面飞起。被追赶抓捕时奔跑逃离，其奔跑极其迅速，并会借助翅膀前进（正如鸵鸟那样），短喙，分趾，既不会飞也不会游泳。
阿松森秧鸡很可能生活在该岛的沙漠外缘，主要以乌燕鸥蛋为食，填补了大陆上小型哺乳动物所占据的生态位。可能在18世纪老鼠被引入后灭绝，但也可能存活到1815年直到野猫被引入。
斯托尔斯·奥尔森认为这种鸟是荒岛秧鸡的近亲，但一项分析表明，两者之间的差异比以前认为的要大，阿森松秧鸡是处于圣赫勒拿秧鸡和荒岛秧鸡的中间类群，其相似性是趋同演化导致的。因而2003年创建了新的属Mundia（以发现者彼得·蒙迪的名字命名）。